# Bizarrap
Gonzalo Julián Conde (Ramos Mejía, Buenos Aires, 29 d'agost de 1998), conegut artísticament com a Bizarrap, és un productor musical i DJ argentí. S'especialitza en gèneres com el trap, la música electrònica i el rap. És conegut per les seves edicions de cançons Bzrp Music Session i els seus Bzrp Freestyle Sessions, les que realitza al costat de diferents artistes.

## Primers anys
Gonzalo va néixer el 29 d'agost del 1998 a Ramos Mejía, Argentina. Des de molt jove s'interessà per la música, sobretot per la música electrònica i els DJ, més que per cantar. Les seves principals influències van ser Skrillex, David Guetta i Martin Garrix. Als 14 anys va començar a estudiar solfeig, es va matricular a classes de piano i va començar a produir les seves primeres cançons.

## Carrera musical
La seva carrera va començar l'any 2017 amb els Combos Locos, vídeos que pujava al seu canal de YouTube on ajuntava diferents escenes de batalles de freestyle locals barrejades amb humor. En aquest ambient va ser on va conèixer a diferents artistes com Lit Killah, KODIGO, Ecko i altres rapers amb els quals va començar a crear remixes en paral·lel. El seu primer hit va venir de la mà d'un remix del tema No Vendo Trap del raper argentí Duki. Gràcies a això, altres artistes el van convidar a remixar les seves cançons, com Dani, Ecko, Paulo Londra o Khea. El 17 de novembre de 2018 va llançar el seu primer Freestyle Session, al costat de KODIGO. Progressivament, altres referents de l'escena com G Sony i Acru es van sumar, i al febrer de 2019 va llançar el seu primer Music Sessions, al costat de Bhavi. Pel seu estudi van passar diversos artistes, com Nicki Nicole, Trueno, Zaramay, Nicky Jam, Cazzu, Nathy Peluso, Ysy a, Don Patricio, L-Gante, entre d'altres. A més, va realitzar col·laboracions amb diversos d'aquests i amb Dread Mar-I.
El desembre de 2020, Bizarrap es va convertir en l'artista i productor argentí més escoltat a tot el món, amb més d'11 milions de reproduccions mensuals a la plataforma Spotify i, a més, va entrar en la llista dels 300 artistes més escoltats a tot el món del 2020.

## Discografia

### Com a artista principal
| Títol                                                                                                  | Any  | Millors posicions en rànquings | Millors posicions en rànquings | Millors posicions en rànquings | Millors posicions en rànquings | Millors posicions en rànquings | Millors posicions en rànquings | Millors posicions en rànquings | Millors posicions en rànquings | Millors posicions en rànquings | Certificacions                                                                                  | Àlbum                                 |
| Títol                                                                                                  | Any  | ARG                            | XLE                            | COL                            | HON                            | MEX                            | PAR                            | ESP                            | URU                            | US Latin                       | Certificacions                                                                                  | Àlbum                                 |
| --- | ---- | ------------------------------ | ------------------------------ | ------------------------------ | ------------------------------ | ------------------------------ | ------------------------------ | ------------------------------ | ------------------------------ | ------------------------------ | ----------------------------------------------------------------------------------------------- | ------------------------------------- |
| "Kodigo: Bzrp Freestyle Sessions, Vol. 1" (amb Kodigo)                                                 | 2018 | —                              | —                              | —                              | —                              | —                              | —                              | —                              | —                              | —                              |                                                                                                 | sense àlbum                           |
| "Sony: Bzrp Freestyle Sessions, Vol. 2" (amb Sony)                                                     | 2018 | —                              | —                              | —                              | —                              | —                              | —                              | —                              | —                              | —                              |                                                                                                 | sense àlbum                           |
| "Lit Killah: Bzrp Freestyle Sessions, Vol. 3" (amb Lit Killah)                                         | 2018 | —                              | —                              | —                              | —                              | —                              | —                              | —                              | —                              | —                              |                                                                                                 | sense àlbum                           |
| "Acru: Bzrp Freestyle Sessions, Vol. 4" (amb Acru)                                                     | 2019 | —                              | —                              | —                              | —                              | —                              | —                              | —                              | —                              | —                              |                                                                                                 | sense àlbum                           |
| "Bhavi: Brzp Music Sessions, Vol. 1" (amb Bhavi)                                                       | 2019 | —                              | —                              | —                              | —                              | —                              | —                              | —                              | —                              | —                              |                                                                                                 | sense àlbum                           |
| "Ecko: Bzrp Freestyle Sessions, Vol. 5" (amb Ecko)                                                     | 2019 | —                              | —                              | —                              | —                              | —                              | —                              | —                              | —                              | —                              |                                                                                                 | Ecko: Bzrp Freestyle & Music Sessions |
| "Ecko: Brzp Music Sessions, Vol. 2" (amb Ecko)                                                         | 2019 | —                              | —                              | —                              | —                              | —                              | —                              | —                              | —                              | —                              |                                                                                                 | Ecko: Bzrp Freestyle & Music Sessions |
| "Paco Amoroso: Bzrp Music Sessions, Vol. 3" (amb Paco Amoroso)                                         | 2019 | —                              | —                              | —                              | —                              | —                              | —                              | —                              | —                              | —                              |                                                                                                 | sense àlbum                           |
| "Blunted Vato: Bzrp Music Sessions, Vol. 4" (amb Blunted Vato)                                         | 2019 | —                              | —                              | —                              | —                              | —                              | —                              | —                              | —                              | —                              |                                                                                                 | sense àlbum                           |
| "Pekeño 77: Bzrp Music Sessions, Vol. 5" (amb Pekeño 77)                                               | 2019 | —                              | —                              | —                              | —                              | —                              | —                              | —                              | —                              | —                              |                                                                                                 | sense àlbum                           |
| "Kodigo: Bzrp Music Sessions, Vol. 6" (amb Kodigo)                                                     | 2019 | —                              | —                              | —                              | —                              | —                              | —                              | —                              | —                              | —                              |                                                                                                 | sense àlbum                           |
| "DrefQuila: Bzrp Music Sessions, Vol. 7" (amb DrefQuila)                                               | 2019 | —                              | —                              | —                              | —                              | —                              | —                              | —                              | —                              | —                              |                                                                                                 | sense àlbum                           |
| "Trueno: Bzrp Freestyle Music Sessions, Vol. 6" (amb Trueno)                                           | 2019 | —                              | —                              | —                              | —                              | —                              | —                              | —                              | —                              | —                              |                                                                                                 | sense àlbum                           |
| "Zanto: Bzrp Music Sessions, Vol. 8" (amb Zanto)                                                       | 2019 | —                              | —                              | —                              | —                              | —                              | —                              | —                              | —                              | —                              |                                                                                                 | sense àlbum                           |
| "Dillom: Bzrp Music Sessions, Vol. 9" (amb Dillom)                                                     | 2019 | —                              | —                              | —                              | —                              | —                              | —                              | —                              | —                              | —                              |                                                                                                 | sense àlbum                           |
| "Frijo: Bzrp Music Sessions, Vol. 10" (amb Frijo)                                                      | 2019 | 89                             | —                              | —                              | —                              | —                              | —                              | —                              | —                              | —                              |                                                                                                 | sense àlbum                           |
| "Kiddo Toto: Bzrp Music Sessions, Vol. 11" (amb Kiddo Toto)                                            | 2019 | —                              | —                              | —                              | —                              | —                              | —                              | —                              | —                              | —                              |                                                                                                 | sense àlbum                           |
| "Mesita: Bzrp Music Sessions, Vol. 12" (amb Mesita)                                                    | 2019 | —                              | —                              | —                              | —                              | —                              | —                              | —                              | —                              | —                              |                                                                                                 | sense àlbum                           |
| "Nicki Nicole: Bzrp Music Sessions, Vol. 13" (amb Nicki Nicole)                                        | 2019 | 3                              | —                              | —                              | —                              | —                              | —                              | —                              | —                              | —                              |                                                                                                 | sense àlbum                           |
| "Ca7riel: Bzrp Music Sessions, Vol. 14" (amb Ca7riel)                                                  | 2019 | —                              | —                              | —                              | —                              | —                              | —                              | —                              | —                              | —                              |                                                                                                 | sense àlbum                           |
| "Alemán: Bzrp Music Sessions, Vol. 15" (amb Alemán)                                                    | 2019 | 46                             | —                              | —                              | —                              | —                              | —                              | —                              | —                              | —                              |                                                                                                 | sense àlbum                           |
| "Trueno: Bzrp Music Sessions, Vol. 16" (amb Trueno)                                                    | 2019 | 13                             | —                              | —                              | —                              | —                              | —                              | 99                             | —                              | —                              |                                                                                                 | sense àlbum                           |
| "Kinder Malo: Bzrp Music Sessions, Vol. 17, Lado A" (amb Kinder Malo)                                  | 2019 | —                              | —                              | —                              | —                              | —                              | —                              | —                              | —                              | —                              |                                                                                                 | sense àlbum                           |
| "Kinder Malo: Bzrp Music Sessions, Vol. 17, Lado B" (amb Kinder Malo)                                  | 2019 | —                              | —                              | —                              | —                              | —                              | —                              | —                              | —                              | —                              |                                                                                                 | sense àlbum                           |
| "Dani: Bzrp Freestyle Music Sessions, Vol. 7" (amb Dani)                                               | 2019 | —                              | —                              | —                              | —                              | —                              | —                              | —                              | —                              | —                              |                                                                                                 | sense àlbum                           |
| "John C: Bzrp Music Sessions, Vol. 18" (amb John C)                                                    | 2019 | 17                             | —                              | —                              | —                              | —                              | —                              | —                              | —                              | —                              |                                                                                                 | sense àlbum                           |
| "Polimá Westcoast: Bzrp Music Sessions, Vol. 19" (amb Polimá Westcoast)                                | 2019 | —                              | —                              | —                              | —                              | —                              | —                              | —                              | —                              | —                              |                                                                                                 | sense àlbum                           |
| "Like Boss (Remix)" (amb Frijo featuring Moonkey, Polimá Westcoast, Akapellah, Duki, Santos and Zanto) | 2019 | 92                             | —                              | —                              | —                              | —                              | —                              | —                              | —                              | —                              |                                                                                                 | sense àlbum                           |
| "Aczino: Bzrp Freestyle Sessions, Vol. 8" (amb Aczino)                                                 | 2019 | —                              | —                              | —                              | —                              | —                              | —                              | —                              | —                              | —                              |                                                                                                 | sense àlbum                           |
| "Louta: Bzrp Music Sessions, Vol. 20" (amb Louta)                                                      | 2019 | —                              | —                              | —                              | —                              | —                              | —                              | —                              | —                              | —                              |                                                                                                 | sense àlbum                           |
| "Neutro Shorty: Bzrp Music Sessions, Vol. 21" (amb Neutro Shorty)                                      | 2020 | —                              | —                              | —                              | —                              | —                              | —                              | —                              | —                              | —                              |                                                                                                 | sense àlbum                           |
| "Lalo Ebratt: Bzrp Music Sessions, Vol. 22" (amb Lalo Ebratt)                                          | 2020 | —                              | —                              | —                              | —                              | —                              | —                              | —                              | —                              | —                              |                                                                                                 | sense àlbum                           |
| "Lil Baby" (amb Pekeño 77)                                                                             | 2020 | —                              | —                              | —                              | —                              | —                              | —                              | —                              | —                              | —                              |                                                                                                 | sense àlbum                           |
| "Dani: Bzrp Music Sessions, Vol. 24" (amb Dani)                                                        | 2020 | 49                             | —                              | —                              | —                              | —                              | —                              | —                              | —                              | —                              |                                                                                                 | sense àlbum                           |
| "Don Patricio: Bzrp Music Sessions, Vol. 25" (amb Don Patricio)                                        | 2020 | 55                             | —                              | —                              | —                              | —                              | —                              | 64                             | —                              | —                              |                                                                                                 | sense àlbum                           |
| "Lucho SSJ: Bzrp Music Sessions, Vol. 26" (amb Lucho SSJ)                                              | 2020 | 60                             | —                              | —                              | —                              | —                              | —                              | —                              | —                              | —                              |                                                                                                 | sense àlbum                           |
| "Bejo: Bzrp Music Sessions, Vol. 27" (amb Bejo)                                                        | 2020 | —                              | —                              | —                              | —                              | —                              | —                              | —                              | —                              | —                              |                                                                                                 | sense àlbum                           |
| "Big Soto: Bzrp Music Sessions, Vol. 28" (amb Big Soto)                                                | 2020 | 81                             | —                              | —                              | —                              | —                              | —                              | —                              | —                              | —                              |                                                                                                 | sense àlbum                           |
| "C.R.O: Bzrp Music Sessions, Vol. 29" (amb C.R.O)                                                      | 2020 | 18                             | —                              | —                              | —                              | —                              | —                              | —                              | —                              | —                              |                                                                                                 | sense àlbum                           |
| "Flexin'" (amb Lit Killah)                                                                             | 2020 | 11                             | —                              | —                              | —                              | —                              | —                              | —                              | —                              | —                              | - CAPIF: Platí - AMPROFON: Or                                                                   | sense àlbum                           |
| "Homer El Mero Mero: Bzrp Music Sessions, Vol. 30" (amb Homer El Mero Mero)                            | 2020 | 57                             | —                              | —                              | —                              | —                              | —                              | —                              | —                              | —                              |                                                                                                 | sense àlbum                           |
| "Zaramay: Bzrp Music Sessions, Vol. 31" (amb Zaramay)                                                  | 2020 | 12                             | —                              | —                              | —                              | —                              | —                              | —                              | —                              | —                              |                                                                                                 | sense àlbum                           |
| "Mamichula" (amb Trueno and Nicki Nicole)                                                              | 2020 | 1                              | —                              | —                              | —                              | —                              | 79                             | 1                              | —                              |                                | - CAPIF: 3× Platí - AMPROFON: 2× Platí - CUD: 2× Platí - IFPI CHL: Platí - PROMUSICAE: 4× Platí | Atrevido                              |
| "Cazzu: Bzrp Music Sessions, Vol. 32" (amb Cazzu)                                                      | 2020 | 16                             | —                              | —                              | —                              | —                              | —                              | —                              | —                              | —                              |                                                                                                 | sense àlbum                           |
| "Seven Kayne: Bzrp Music Sessions, Vol. 33" (amb Seven Kayne)                                          | 2020 | 63                             | —                              | —                              | —                              | —                              | —                              | —                              | —                              | —                              |                                                                                                 | sense àlbum                           |
| "Khea: Bzrp Music Sessions, Vol. 34" (amb Khea)                                                        | 2020 | 24                             | —                              | —                              | —                              | —                              | —                              | 48                             | —                              | —                              |                                                                                                 | sense àlbum                           |
| "Jugador del Año" (amb Trueno and Acru)                                                                | 2020 | —                              | —                              | —                              | —                              | —                              | —                              | —                              | —                              | —                              |                                                                                                 | sense àlbum                           |
| "Asan: Bzrp Music Sessions, Vol. 35" (amb Asan)                                                        | 2020 | 80                             | —                              | —                              | —                              | —                              | —                              | —                              | —                              | —                              |                                                                                                 | sense àlbum                           |
| "Nathy Peluso: Bzrp Music Sessions, Vol. 36" (amb Nathy Peluso)                                        | 2020 | 4                              | 14                             | —                              | —                              | —                              | 24                             | 11                             | —                              | —                              | - PROMUSICAE: 3× Platí                                                                          | sense àlbum                           |
| "Verte" (amb Nicki Nicole and Dread Mar I)                                                             | 2020 | 14                             | —                              | —                              | —                              | —                              | —                              | —                              | —                              | —                              | - CAPIF: Platí                                                                                  | Parte de Mi                           |
| "Ysy A: Bzrp Music Sessions, Vol. 37" (amb Ysy A)                                                      | 2021 | 13                             | —                              | —                              | —                              | —                              | —                              | —                              | —                              | —                              |                                                                                                 | sense àlbum                           |
| "L-Gante: Bzrp Music Sessions, Vol. 38" (amb L-Gante)                                                  | 2021 | 1                              | —                              | —                              | —                              | —                              | 88                             | 43                             | —                              | —                              | - PROMUSICAE: Or                                                                                | sense àlbum                           |
| "Snow Tha Product: Bzrp Music Sessions, Vol. 39" (amb Snow Tha Product)                                | 2021 | 20                             | —                              | —                              | —                              | —                              | —                              | 15                             | —                              | —                              |                                                                                                 | sense àlbum                           |
| "Eladio Carrión: Bzrp Music Sessions, Vol. 40" (amb Eladio Carrion)                                    | 2021 | 10                             | —                              | —                              | —                              | —                              | —                              | 15                             | —                              | —                              | - PROMUSICAE: Or                                                                                | sense àlbum                           |
| "Nicky Jam: Bzrp Music Sessions, Vol. 41" (amb Nicky Jam)                                              | 2021 | 1                              | 2                              | 16                             | 16                             | 9                              | 12                             | 3                              | 10                             | 38                             | - PROMUSICAE: 2× Platí                                                                          | sense àlbum                           |
| "YaMeFui" (amb Duki and Nicki Nicole)                                                                  | 2021 | 8                              | —                              | —                              | —                              | —                              | 51                             | 19                             | —                              | —                              | - PROMUSICAE: Or                                                                                | sense àlbum                           |
| "Chucky73: Bzrp Music Sessions, Vol. 43" (amb Chucky73)                                                | 2021 | 34                             | —                              | —                              | —                              | —                              | —                              | 31                             | —                              | —                              | - PROMUSICAE: Or                                                                                | sense àlbum                           |
| "MHD: Bzrp Music Sessions, Vol. 44" (amb MHD)                                                          | 2021 | 43                             | —                              | —                              | —                              | —                              | —                              | 45                             | —                              | —                              |                                                                                                 | sense àlbum                           |
| "Ptazeta: Bzrp Music Sessions, Vol. 45" (amb Ptazeta)                                                  | 2021 | 21                             | —                              | —                              | —                              | —                              | 100                            | 11                             | —                              | —                              | - PROMUSICAE: Platí                                                                             | sense àlbum                           |
| "Unfollow" (amb Duki and Justin Quiles)                                                                | 2021 | 19                             | —                              | —                              | —                              | —                              | —                              | 17                             | —                              | —                              | - CAPIF: Or - PROMUSICAE: Or                                                                    | Temporada de Reggaetón                |
| "Anuel AA: Bzrp Music Sessions, Vol. 46" (amb Anuel AA)                                                | 2021 | 7                              | —                              | —                              | —                              | —                              | —                              | 3                              | —                              | 38                             | - PROMUSICAE: Or                                                                                | sense àlbum                           |
| "Morad: Bzrp Music Sessions, Vol. 47" (amb Morad)                                                      | 2021 | 81                             | —                              | —                              | —                              | —                              | —                              | 1                              | —                              | —                              | - PROMUSICAE: Platí                                                                             | sense àlbum                           |
| "Tiago PZK: Bzrp Music Sessions, Vol. 48" (amb Tiago PZK)                                              | 2021 | 3                              | 18                             | —                              | —                              | —                              | 1                              | 3                              | —                              | —                              | - RIAA: Or (llatí) - PROMUSICAE: 4x Platí                                                       | sense àlbum                           |
| "Residente: Bzrp Music Sessions, Vol. 49" (amb Residente)                                              | 2022 | 1                              | 12                             | 6                              | —                              | 4                              | 81                             | 3                              | —                              | 22                             |                                                                                                 | sense àlbum                           |
| "Paulo Londra: Bzrp Music Sessions, Vol. 23" (amb Paulo Londra)                                        | 2022 | 1                              | 10                             | 15                             | —                              | 13                             | —                              | 1                              | —                              | —                              | - PROMUSICAE: Or                                                                                | sense àlbum                           |
| "Villano Antillano: Bzrp Music Sessions, Vol. 51" (amb Villano Antillano)                              | 2022 | 11                             | —                              | —                              | —                              | —                              | —                              | 9                              | —                              | —                              | - PROMUSICAE: 2x Platí                                                                          | sense àlbum                           |
| «Quevedo: Bzrp Music Sessions, Vol. 52» (amb Quevedo)                                                  | 2022 | 1                              | 1                              | 1                              | 1                              | 1                              | 1                              | 1                              | 1                              | 9                              | - PROFOVI: Diamant - PROMUSICAE: 10x Platí                                                      |                                       |
| «Duki: Bzrp Music Sessions, Vol. 50» (amb Duki)                                                        | 2022 | 1                              | 10                             | 23                             | 24                             | —                              | 15                             | 1                              | 12                             | —                              | - PROMUSICAE: Platí                                                                             |                                       |
| «Shakira: Bzrp Music Sessions, Vol. 53» (amb Shakira)                                                  | 2023 | —                              | —                              | —                              | —                              | —                              | —                              | —                              | —                              | —                              |                                                                                                 |                                       |
| «—» vol dir que un enregistrament no ha estat catalogat o no s'ha publicat en aquest territori.        |      |                                |                                |                                |                                |                                |                                |                                |                                |                                |                                                                                                 |                                       |

### Altres cançons posicionades
| Títol                        | Any  | Posicions | Posicions | Certificacions   | Àlbum                  |
| Títol                        | Any  | ARG       | ESP       | Certificacions   | Àlbum                  |
| ---------------------------- | ---- | --------- | --------- | ---------------- | ---------------------- |
| "Malbec" (Duki amb Bizarrap) | 2021 | 17        | 29        | - PROMUSICAE: Or | Desde el Fin del Mundo |

## Premis i nominacions
| Any  | Premi                 | Categoria                                  | Treball                                                   | Resultat  | Ref.   |
| ---- | --------------------- | ------------------------------------------ | --------------------------------------------------------- | --------- | ------ |
| 2021 | Premis Carlos Gardel  | Cançó de l'any                             | «Nathy Peluso: Bzrp Music Sessions, Vol. 36»              | Nominat   | [ 25 ] |
| 2021 | Premis Carlos Gardel  | Millor videoclip curt                      | «Nathy Peluso: Bzrp Music Sessions, Vol. 36»              | Nominat   | [ 25 ] |
| 2021 | Premis Carlos Gardel  | Millor àlbum/cançó de música urbana/trap   | «Nathy Peluso: Bzrp Music Sessions, Vol. 36»              | Guanyador | [ 25 ] |
| 2021 | Premis Carlos Gardel  | Millor àlbum/cançó de música urbana/trap   | «Mamichula» (Trueno amb Nicki Nicole feat. Taiu i Tatool) | Nominat   | [ 25 ] |
| 2021 | Premis Carlos Gardel  | Millor col·laboració de música urbana/trap | «Mamichula» (Trueno amb Nicki Nicole feat. Taiu i Tatool) | Guanyador | [ 25 ] |
| 2021 | Premis Carlos Gardel  | Millor col·laboració de música urbana/trap | «Verte» (amb Nicki Nicole feat. Dread Mar-I)              | Nominat   | [ 25 ] |
| 2021 | MTV Millennial Awards | Artista+ido Argentina                      |                                                           | Nominat   | [ 26 ] |
| 2021 | MTV Millennial Awards | Artista viral/himne viral                  | «Nathy Peluso: Bzrp Music Sessions, Vol. 36»              | Nominat   | [ 26 ] |